# Poměr dluhu k HDP

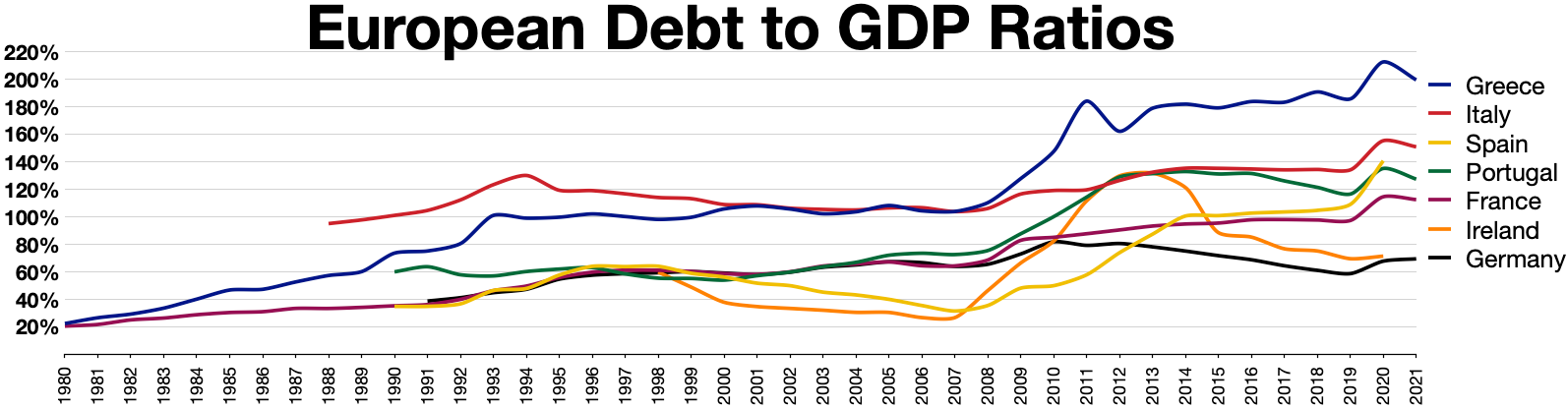
Poměr dluhu vůči HDP vybraných evropských zemí.

Poměr dluhu k HDP je poměr mezi vládním dluhem země (měřeno v měnových jednotkách) a jejím hrubým domácím produktem (HDP) (měřeno v měnových jednotkách za rok). Nízký poměr dluhu k HDP naznačuje, že ekonomika, která vyrábí a prodává zboží a služby, je schopná splácet své dluhy, aniž by vznikal další dluh.
Tento poměr by neměl být zaměňován s poměrem schodku k HDP, který u zemí s rozpočtovým deficitem měří roční čistou fiskální ztrátu země v daném roce (saldo rozpočtu, celkové výdaje minus celkové příjmy nebo čistá změna dluhu ročně) jako procentní poměr k HDP dané země. U zemí s rozpočtovými přebytky měří poměr přebytku k HDP roční čistý fiskální zisk země jako podíl na HDP dané země.

## Globální stav parametru
Na konci 1. čtvrtletí roku 2021 činil poměr amerického veřejného dluhu k HDP 128%.
V Kanadě to bylo 116%, v Číně 67%, v Německu 70%, ve Francii 115%.

## Česká republika

### Dluhová brzda
Dluhová brzda je popsána v zákoně o rozpočtové odpovědnosti, sekci o dluhu veřejných institucí:
Činí-li výše dluhu sektoru veřejných institucí po odečtení rezervy peněžních prostředků při financování státního dluhu nejméně 55 % nominálního hrubého domácího produktu, uplatní se od prvního dne druhého kalendářního měsíce následujícího po dni vyhlášení takto upravené výše dluhu následující opatření vedoucí k dlouhodobě udržitelnému stavu veřejných financí

a) vláda schválí a předloží Poslanecké sněmovně návrh a střednědobý výhled státního rozpočtu a rozpočtů státních fondů, které vedou k dlouhodobě udržitelnému stavu veřejných financí; byl-li již návrh zákona o státním rozpočtu nebo návrh rozpočtu státního fondu předložen bez splnění této podmínky, vláda takový návrh vezme zpět a neprodleně předloží návrh nový,
b) vláda předloží Poslanecké sněmovně návrhy vyrovnaných rozpočtů zdravotních pojišťoven; návrhy schodkových rozpočtů může předložit jen při splnění podmínek stanovených zákony upravujícími veřejné zdravotní pojištění12),
c) územní samosprávný celek schválí svůj rozpočet na následující rok jako vyrovnaný nebo přebytkový; rozpočet územního samosprávného celku může být schválen jako schodkový jen při splnění podmínek stanovených zákonem upravujícím rozpočtová pravidla územních rozpočtů13),

d) veřejné instituce, na něž se nevztahují písmena a) až c), nesmí po období, v němž výše dluhu činí nejméně 55 % hrubého domácího produktu, zřizovat nové závazky ze smluv, s výjimkou závazků týkajících se projektů spolufinancovaných z rozpočtu Evropské unie nebo závazků nezbytných k plnění rozhodnutí soudu nebo orgánu státní moci, vedoucí k navýšení dluhu sektoru veřejných institucí na dobu delší než jeden kalendářní rok.